# 우류 고세이
우류 고세이(일본어: 瓜生 昂勢, 1996년 1월 8일 ~ )는 일본의 축구 선수이다.

## 구단 경력
FC 이마바리, 베르스파 오이타, 아술 클라로 누마즈에서 활동했다.

## 국가대표팀 경력
그는 2013년 FIFA U-17 월드컵에 참가할 일본 U-17 국가대표팀에 발탁되었으며, 3경기에 출전, 1득점을 넣었다.